# Oberneufnach
Oberneufnach ist ein Gemeindeteil von Markt Wald, einem Markt im schwäbischen Landkreis Unterallgäu.

## Geographie
Das Dorf liegt an der Neufnach auf 570 Meter, 2 km nördlich des Kernbereichs von Markt Wald. Durch den Ort führt die Bahnstrecke Gessertshausen–Türkheim, eine eingleisige Nebenbahn durch die im Naturpark Augsburg-Westliche Wälder gelegene Ausflugsregion „Stauden“.

## Geschichte
Am 1. Mai 1978 war die Gemeinde im Zuge der Gebietsreform in Bayern in den Markt Wald eingegliedert worden. Im November 2011 hatte Oberneufnach mit Weiler 444 Einwohner.

## Sehenswertes
- Christoph-Scheiner-Turm, 700 m westlich